# Atalanta Bergamasca Calcio 1945-1946
Questa pagina raccoglie i dati riguardanti l'Atalanta Bergamasca Calcio nelle competizioni ufficiali della stagione 1945-1946.

## Stagione
Negli ultimi mesi di guerra si dimette il presidente Bertoncini che venne sostituito dal commissario straordinario Guerrino Oprandi. Terminato il conflitto, venne convocata un'assemblea pubblica volta a nominare i nuovi dirigenti. A spuntarla sarà Daniele Turani che divenne il nono presidente nella storia della squadra bergamasca.
Per affrontare il campionato l'Atalanta si affida agli ex milanisti Aldo Boffi e Walter Del Medico, e al giovane portiere Giuseppe Casari (detto Bepi). Inoltre arriva a Bergamo una leggenda del calcio di allora: Giuseppe Meazza.
Il campionato 1945-1946 venne diviso in due gironi (quindi non conta per le statistiche): Alta Italia e Centro-Sud. Le prime quattro di ogni raggruppamento disputeranno la fase finale. Non furono previste retrocessioni.
La stagione dei nerazzurri non è delle migliori, dove si avvicendano ben tre tecnici: Nehadoma, Meazza (come allenatore-giocatore) e Monti (italo-argentino e campione del mondo con l'Italia nel 1934). Da segnalare la vittoria contro il Grande Torino futuro campione d'Italia al Comunale (venne cancellata l'intitolazione al martire fascista Mario Brumana).

## Organigramma societario
Area direttiva
- Presidente: Daniele Turani
- Segretario:

Area tecnica
- Allenatore: János Nehadoma (fino al 25 novembre), poi Giuseppe Meazza (fino al 13 gennaio) e infine Luisito Monti

Area sanitaria

## Rosa
| N. |                   | Ruolo | Calciatore        |
| -- | ----------------- | ----- | ----------------- |
|    | Italia (bandiera) | P     | Giuseppe Casari   |
|    | Italia (bandiera) | P     | Egidio Cattaneo   |
|    | Italia (bandiera) | P     | Pietro Dentella   |
|    | Italia (bandiera) | D     | Alberto Citterio  |
|    | Italia (bandiera) | D     | Luigi Mamoli      |
|    | Italia (bandiera) | D     | Dino Zarlatti     |
|    | Italia (bandiera) | C     | Antonio Bacchetti |
|    | Italia (bandiera) | C     | Attilio Gallo     |
|    | Italia (bandiera) | C     | Francesco Paredi  |
|    | Italia (bandiera) | C     | Sergio Riva       |
|    | Italia (bandiera) | C     | Vittorio Schiavi  |

| N. |                   | Ruolo | Calciatore          |
| -- | ----------------- | ----- | ------------------- |
|    | Italia (bandiera) | C     | Paolo Tabanelli     |
|    | Italia (bandiera) | A     | Aldo Boffi          |
|    | Italia (bandiera) | A     | Valerio Cassani     |
|    | Italia (bandiera) | A     | Giovanni Colombelli |
|    | Italia (bandiera) | A     | Walter Del Medico   |
|    | Italia (bandiera) | A     | Antonio Fugazza     |
|    | Italia (bandiera) | A     | Adriano Gè          |
|    | Italia (bandiera) | A     | Giuseppe Meazza     |
|    | Italia (bandiera) | A     | Ettore Perani       |
|    | Italia (bandiera) | A     | Gino Pesenti        |
|    | Italia (bandiera) | A     | Sallustio Stombelli |

## Calciomercato
| Acquisti | Acquisti            | Acquisti  | Acquisti   |
| R.       | Nome                | da        | Modalità   |
| -------- | ------------------- | --------- | ---------- |
| P        | Giuseppe Casari     | Lecco     | definitivo |
| D        | Alberto Citterio    | Bologna   | rientro    |
| C        | Paolo Tabanelli     | Faenza    | rientro    |
| C        | Antonio Bacchetti   | Udinese   | definitivo |
| C        | Attilio Gallo       | Milano    | definitivo |
| A        | Adriano Gè          | Genoa     | rientro    |
| A        | Sallustio Stombelli | Cremonese | rientro    |
| A        | Aldo Boffi          | Milano    | definitivo |
| A        | Walter Del Medico   | Milano    | definitivo |
| A        | Giuseppe Meazza     | Varese    | definitivo |

| Cessioni | Cessioni             | Cessioni  | Cessioni   |
| R.       | Nome                 | a         | Modalità   |
| -------- | -------------------- | --------- | ---------- |
| P        | Pietro Sibella       | Piacenza  | definitivo |
| C        | Ermelindo Bonilauri  | Vogherese | definitivo |
| C        | Giuseppe Bonomi      | Roma      | rientro    |
| C        | Hugo Lamanna         | Spezia    | definitivo |
| C        | Massimiliano Zandali | Legnano   | definitivo |
| A        | Giuseppe Bussi       | Vicenza   | definitivo |
| A        | Arnaldo Salvi        | Cremonese | rientro    |

## Risultati

### Divisione Nazionale

#### Girone Alta Italia

##### Girone d'andata
| Bergamo 14 ottobre 1945, ore ? 1ª giornata | Atalanta           | 0 – 0 | Brescia | Stadio Comunale\| Arbitro: \| Massironi (Milano) \| |
| Arbitro:                                   | Massironi (Milano) |       |         |                                                     |

| Arbitro: | Dellarole (Roma) |

|  |           |               |
|  | Marcatori | 30’ Reguzzoni |

| Arbitro: | Codeluppi (Lodi) |

|          |           |  |
| Muci 58’ | Marcatori |  |

| Arbitro: | Bonivento (Venezia) |

|                |           |                          |
| Del Medico 86’ | Marcatori | 90’ (rig.) Sentimenti IV |

| Trieste 18 novembre 1945, ore ? 5ª giornata | Triestina             | 0 – 0 | Atalanta | Stadio Comunale\| Arbitro: \| Zilli (Reggio Emilia) \| |
| Arbitro:                                    | Zilli (Reggio Emilia) |       |          |                                                        |

| Arbitro: | Zelocchi (Modena) |

|  |           |                                |
|  | Marcatori | 63’ Di Piazza 72’, 79’ Badiali |

| Arbitro: | Scorzoni (Bologna) |

|                               |           |  |
| Boffi 44’ Del Medico 86’, 89’ | Marcatori |  |

| Arbitro: | Mondani (Milano) |

|           |           |  |
| Genta 42’ | Marcatori |  |

| Arbitro: | Fornari (Bologna) |

|                        |           |  |
| Gabetto 25’ Ossola 68’ | Marcatori |  |

| Arbitro: | Savio (Torino) |

|              |           |  |
| Tabanelli 2’ | Marcatori |  |

| Arbitro: | Cipriani (Milano) |

|             |           |  |
| Camolese 8’ | Marcatori |  |

| Arbitro: | Moretti (Genova) |

|  |           |                       |
|  | Marcatori | 10’ Gimona 33’ Bonomi |

| Arbitro: | Ridor (Biella) |

|  |           |               |
|  | Marcatori | 57’ Brighenti |

##### Girone di ritorno
| Arbitro: | Limido (Milano) |

|                    |           |                   |
| Messora 25’ (rig.) | Marcatori | 88’ (rig.) Meazza |

| Arbitro: | Venutti (Trieste) |

|                                  |           |  |
| Arcari IV 57’ (rig.) Biavati 86’ | Marcatori |  |

| Arbitro: | Bertolio (Torino) |

|                   |           |             |
| Meazza 25’ Gè 54’ | Marcatori | 48’ Achilli |

| Arbitro: | Spaudo (Biella) |

|                        |           |  |
| Piola 20’ Borel II 86’ | Marcatori |  |

| Arbitro: | Tassini (Verona) |

|                    |           |             |
| Bacchetti 55’, 67’ | Marcatori | 86’ Punteri |

| Arbitro: | Bergomi (Milano) |

|             |           |  |
| Baldini 72’ | Marcatori |  |

| Arbitro: | Canavesio (Torino) |

|           |           |                           |
| Parvis 1’ | Marcatori | 40’, 80’ Gè 75’ Bacchetti |

| Arbitro: | Camiolo (Milano) |

|                          |           |                     |
| Boffi 23’ Del Medico 27’ | Marcatori | 25’ Sotgiu 69’ Neri |

| Arbitro: | Scotto (Savona) |

|                |           |  |
| Del Medico 86’ | Marcatori |  |

| Venezia 24 marzo 1946, ore ? 23ª giornata | Venezia          | 0 – 0 | Atalanta | Stadio Pierluigi Penzo\| Arbitro: \| Picasso (Milano) \| |
| Arbitro:                                  | Picasso (Milano) |       |          |                                                          |

| Arbitro: | Porcellana (Genova) |

|                    |           |                                |
| Cassani 30’ Gè 41’ | Marcatori | 1’ (aut.) Paredi 70’ Quaresima |

| Arbitro: | Parpaiola (Padova) |

|                          |           |               |
| Puricelli 14’ Bonomi 68’ | Marcatori | 44’ Stombelli |

| Arbitro: | Coletti (Treviso) |

|  |           |                         |
|  | Marcatori | 1’ Del Medico 14’ Boffi |

## Statistiche

### Statistiche di squadra
| Competizione        | Punti | In casa | In casa | In casa | In casa | In casa | In casa | In trasferta | In trasferta | In trasferta | In trasferta | In trasferta | In trasferta | Totale | Totale | Totale | Totale | Totale | Totale | DR |
| Competizione        | Punti | G       | V       | N       | P       | Gf      | Gs      | G            | V            | N            | P            | Gf           | Gs           | G      | V      | N      | P      | Gf     | Gs     | DR |
| ------------------- | ----- | ------- | ------- | ------- | ------- | ------- | ------- | ------------ | ------------ | ------------ | ------------ | ------------ | ------------ | ------ | ------ | ------ | ------ | ------ | ------ | -- |
| Divisione Nazionale | 21    | 13      | 5       | 4       | 4       | 14      | 14      | 13           | 2            | 3            | 8            | 7            | 14           | 26     | 7      | 7      | 12     | 21     | 28     | -7 |

### Statistiche dei giocatori
| Giocatore     | Divisione Nazionale | Divisione Nazionale |
| Giocatore     | Presenze            | Reti                |
| ------------- | ------------------- | ------------------- |
| A. Bacchetti  | 14                  | 3                   |
| A. Boffi      | 18                  | 3                   |
| G. Casari     | 24                  | -25                 |
| V. Cassani    | 21                  | 1                   |
| E. Cattaneo   | 2                   | -?                  |
| A. Citterio   | 26                  | 0                   |
| G. Colombelli | 9                   | 0                   |
| W. Del Medico | 22                  | 6                   |
| P. Dentella   | 2                   | -3                  |
| A. Fugazza    | 2                   | 0                   |
| A. Gallo      | 23                  | 0                   |
| A. Gè         | 17                  | 4                   |
| L. Mamoli     | 15                  | 0                   |
| G. Meazza     | 14                  | 2                   |
| F. Paredi     | 9                   | 0                   |
| E. Perani     | 1                   | 0                   |
| G. Pesenti    | 1                   | 0                   |
| S. Riva       | 3                   | 0                   |
| V. Schiavi    | 26                  | 0                   |
| S. Stombelli  | 4                   | 1                   |
| P. Tabanelli  | 19                  | 1                   |
| D. Zarlatti   | 14                  | 0                   |